# Штайнах (Тюрингія)
Штайнах (нім. Steinach) — місто в Німеччині, розташоване в землі Тюрингія. Входить до складу району Зоннеберг.
Площа — 26,35 км2. Населення становить 3641 ос. (станом на 31 грудня 2021).